# 小齿鬣兽属
小齿鬣兽属（学名：Exiguodon）为硕鬣兽科的一个属。

## 下属物种
本属包括以下物种：
- 皮氏小齿鬣兽 Exiguodon pilgrimi